# Джим Каммінгс
Джеймс Джона Каммінгс (англ. James Jonah Cummings; нар. 3 листопада 1952, Янгстаун, Огайо, США) — американський актор озвучування та співак. Володар двох премій «Енні» та дворазовий номінант премії «Еммі». На сьогодні фільмографія Каммінгса нараховує понад 500 проєктів.
Найвідоміші роботи — озвучка Вінні Пуха та Тигрика з діснеївського «Вінні Пуха», доктора Айво Роботніка з мультсеріалу «Пригоди їжака Соніка», Тасманійського диявола з серіалу «Looney Tunes», Еда з «Короля Лева» та інші він також озвучив лиходіїв Marvel Модока з «Залізної людини» та шокера з «Людини-павука».

## Біографія
Народився 3 листопада 1952 у місті Янгстаун. Огайо.
Згодом переїхав до Нового Орлеану, де працював на річкової пристані, проєктував і фарбував карнавальні процесії, а також співав і грав на барабанах у місцевій рок-групі. У 1970 році закінчив середню школу Янгстауна.
Після одруження переїхав до міста Анагайм (Каліфорнія), де на початку 1980-х відкрив свій відеомагазин.
Як актор озвучування дебютував наприкінці 1984 року.

## Обрана фільмографія

### Повнометражні фільми
- 1986 — Небесний замок Лапута — генерал Муро (дубляж англійською студії Disney)
- 1988 — Хто підставив кролика Роджера — куля
- 1989 — Стенлі і динозаври — Стенлі
- 1991 — Дракон і капці — сер Кей (дубляж англійською)
- 1992 — Аладдін — Разул, продавець
- 1994 — Повернення Джафара — Разул
- 1994 — Король Лев — Ед, ховрах, Шрам (вокал)
- 1995 — Канікули Гуфі — Піт
- 1995 — Покахонтас — Поухатан, шаман Кеката
- 1995 — Балто — Стіл
- 1996 — Усі собаки потрапляють до раю 2 — Джинглс
- 1996 — Історія Санта-Клауса — містер Мінч
- 1996 — Горбань із Нотр-Дама — солдати Фроло, чоловіки-цигани
- 1997 — Геркулес — Несс
- 1997 — Красуня і Чудовисько: Чудове Різдво — додаткові голоси
- 1997 — Анастасія — Григорій Распутін
- 1998 — Король Лев 2: Гордість Сімби — Шрам
- 1998 — Мураха Антц — додаткові голоси
- 1999 — Тарзан — Денніс
- 2000 — Невиправний Гуфі — Піт
- 2000 — Титан: Після загибелі Землі — Чоквін
- 2000 — Дорога на Ельдорадо — Ернан Кортес
- 2001 — Леді та Блудько 2 — Тоні
- 2001 — Шрек — капітан варти
- 2001 — Атлантида: Загублена імперія — кермовий, фотограф
- 2001 — Джиммі Нейтрон: Хлопчик-геній — Ультра-Лорд, Генерал Боб
- 2002 — Пітер Пен 2: Повернення до Небувалії — Турк
- 2002 — Спірит: Душа прерій — колоніст
- 2002 — Тарзан і Джейн — Тантр
- 2003 — 101 далматинець 2: Пригоди Патча у Лондоні — Брудний Девсон
- 2003 — Книга джунглів 2 — Каа
- 2003 — Синдбад: Легенда семи морів — Лука
- 2004 — Король Лев 1½ — Ед
- 2005 — Вінні та Хобоступ — Вінні Пух, Тигрик
- 2006 — Лис і мисливський пес 2 — Вейлон, Флойд
- 2006 — Братик ведмедик 2 — Берінг та Чілкоот
- 2007 — Бі Муві: Медова змова — телеведучий
- 2008 — Русалонька: Дитинство Аріель — Цар Тритон, Шелбоу
- 2009 — Принцеса і Жаба — Рей
- 2011 — Гномео та Джульєта — фламінго Фізерстоун
- 2011 — Вінні Пух — Вінні Пух, Тигрик
- 2012 — Ральф-руйнівник — додаткові голоси
- 2014 — Феї: Таємниця Піратського Острова — Порт
- 2015 — Посіпаки — додаткові голоси
- 2016 — Секрети домашніх тварин — додаткові голоси
- 2016 — Співай — ведмеді
- 2018 — Крістофер Робін — Вінні-Пух / Тигрик
- 2020 — Перевертень — Джон Маршал
- 2021 — Хелловін убиває'

### Серіали
- Пригоди ведмежат Гаммі — Чаклун Гаммі
- Качині історії — Ель Капітан
- Черепашки Ніндзя — Шреддер
- Нові пригоди Вінні-Пуха — Вінні Пух, Тигрик, додаткові голоси
- Чіп і Дейл — бурундучки-рятівнички — Сирогриз
- Пригоди їжака Соніка — доктор Айво Роботнік (пілотна серія)
- Їжак Сонік — доктор Айво Роботнік
- КітПес — Кіт
- Пригоди Джиммі Нейтрона: хлопчика-генія — Ультра-Лорд, мер міста
- Справжні монстри — додаткові голоси

### Відеоігри
- CatDog: Quest for the Golden Hydrant — Кіт
- 1991 — Teenage Mutant Ninja Turtles: Turtles in Time — Шреддер, Шкіроголовий
- 1997 — Fallout — Творець, Сет, Ґізмо
- 2000 — Disney's Aladdin in Nasira's Revenge — Разул
- 2007 — Clive Barker's Jericho — Арнольд Ліч

- 2010 — Alpha Protocol — Конрад Марбург
- 2011 — The Elder Scrolls V: Skyrim — Тадгейр, Олфрід Син Битви, Вігнар Сіра Грива, Логрольф Свавільний, Фестус Крекс

## Цікаві факти
- Під час запису пісні «Be Prepared» (укр. Час настав) для мультфільму «Король Лев» у Джеремі Айронса, який озвучував Шрама, виникли проблеми з голосом. Каммінгсові довелось підмінити актора і доспівати останню частину пісні за нього.[1]